# Joaquim Bosch
Joaquim Bosch Grau (Cullera, Valencia, 1965) es un magistrado y jurista español. Fue portavoz de la organización Juezas y jueces para la Democracia entre 2012 y 2016.
En 2022 publicó el libro La patria en la cartera. Pasado y presente de la corrupción en España.

## Biografía
Joaquim Bosch nació en Cullera (Valencia) en 1965. Licenciado en Derecho por la Universidad de Valencia. Ingresó por oposición en la judicatura en 2002. Cuenta con el título de especialista en Derecho Civil Catalán y en Derecho Civil Valenciano. Y también cuenta con el Diploma de Estudios Avanzados de la Universidad de Valencia.

### Trayectoria
Tras una etapa inicial en los juzgados de Barcelona, ha estado destinado en los juzgados de Denia, Vinaroz y Masamagrell. Decano de los jueces en Moncada (Valencia). 
Ha realizado actividades investigadoras y docentes como director y ponente de cursos de formación de magistrados en el plan estatal del Consejo General del Poder Judicial y en el plan autonómico de la Consejería de Justicia. En este ámbito ha llevado a cabo diversos estudios sobre aspectos procesales relativos a la prueba, a la naturaleza de las partes en el procedimiento o a la problemática de los matrimonios en el ámbito del Registro Civil. Asimismo, ha realizado diversos trabajos sobre inmigración y refugio en el departamento de Filosofía del Derecho de la Universidad de Valencia, en relación con la legislación de extranjería de Dinamarca y los derechos sociales del Estado del Bienestar.
Colabora habitualmente en varias publicaciones jurídicas y en la sección de opinión de diversos medios de comunicación. También participa como experto y representante asociativo judicial en diversos programas de televisión, como Al Rojo Vivo de La Sexta, Las Mañanas de Cuatro, El Intermedio de La Sexta, Espejo Público de Antena 3 o Más Vale Tarde de La Sexta.
En junio de 2015 rechazó el ofrecimiento, realizado por el PSOE y Compromís, para ser titular de la Consejería de Justicia de la Generalidad Valenciana. Poco después también declinó la oferta de Pablo Iglesias para formar parte de las listas de Podemos en las elecciones generales de 2015. En ambos casos expresó su voluntad de no implicarse en el ámbito político por razones personales y profesionales.
En septiembre de 2015 participó en Honduras, junto a destacados juristas, en un foro internacional en defensa de la independencia judicial y en apoyo de los jueces hondureños que fueron apartados indebidamente de sus cargos, tras el golpe de Estado que tuvo lugar en el país centroamericano en 2009.

### Jueces para la Democracia
En mayo de 2012 fue elegido miembro del Secretariado y Portavoz Nacional de Jueces para la Democracia, tras ser el magistrado más votado en las elecciones internas. Fue reelegido en este cargo en junio de 2014 y contó nuevamente con el apoyo mayoritario del congreso de esta asociación judicial. Finalizó su mandato en junio de 2016, tras agotar el tiempo máximo previsto en los estatutos de la organización. Posteriormente ha sido nombrado portavoz territorial de Jueces para la Democracia en la Comunidad Valenciana.

## Controversias
Joaquim Bosch se mostró especialmente crítico como portavoz de Jueces para la Democracia con la gestión de Alberto Ruiz-Gallardón como ministro de justicia y llegó a pedir su dimisión. Además, expresó su oposición a la reforma legal sobre criminalización del aborto que impulsó este ministro e intervino en el Congreso de los Diputados para mostrar su disconformidad.
También ha cuestionado de forma frecuente la actuación del poder político en relación con el incremento de la corrupción en España y ha manifestado que las actuales estructuras institucionales favorecen esta forma de delincuencia, por lo que ha reclamado una amplia reforma de las leyes vigentes en la materia.
Con motivo de la sentencia del Caso Nóos,  Bosch expresó sus dudas jurídicas sobre la misma.

La sentencia absolutoria tiene aspectos jurídicos discutibles, aunque no es un trato de favor. Es más bien una apuesta por una interpretación sobre autoría y cooperación en los delitos fiscales. Pero había argumentos jurídicos también para condenar a la 
infanta, como lo demuestran los autos del juez José Castro y de otra sección de la Audiencia de Palma.
Joaquim Bosch.

## Publicaciones
- 2018.- El secuestro de la Justicia, con Ignacio Escolar, Roca Editorial, ISBN 978-84-1709-283-2[12]
- 2022.- La patria en la cartera. Pasado y presente de la corrupción en España, Barcelona, Editorial Ariel, enero de 2022. ISBN: 978-84-3443-478-3[3][2]
- 2024.- Jaque a la democracia, Barcelona, Editorial Ariel, 2024. ISBN: 978-84-3443-794-4[13]